# Chrysler 300C
För 50-talsmodellen med samma namn, se: Chrysler 300 letter series
Chrysler 300C var en bilmodell från Chrysler Corporation som var i produktion 2004–2023. 

## Historik
Modellen lanserad under 2004 som årsmodell 2005. Mellan 2005-2007 tillverkades modellen av DaimlerChrysler, men från och med årsmodell 2008 ska modellen tillverkas av Chrysler LLC efter att Daimler Benz sålt Chrysler Corporation. Kombivarianten tillverkas av Magna Steyr i Österrike och marknadsförs inte i USA. 300C bygger till viss del på Mercedes-Benz E-klass (W210).
År 2011 lanserades den andra generationen av modellen. Efter Fiatkoncernens uppköp av Chrysler saluförs denna på europeiska marknaden som Lancia Thema.
Modellen togs ur produktion 2023.